# Филип I (Таранто)
Филип I от Таранто (на френски: Philippe I d'Anjou, на италиански: Filippo d’Angiò) (10 ноември 1278 – 26    декември 1331), от Анжу-сицилийската династия, е титулярен латински император на Константинопол (като Филип II) по право на съпругата си Катерина Валоа-Куртене, деспот на Роумания, крал на Албания, принц на Ахея и Таранто.
Роден в Неапол, Филип е по-малък син на Шарл II Анжуйски, крал на Неапол, и Мария Унгарска , дъщеря на унгарския крал Ищван V. 

## Първи брак
На 4 февруари 1294 г. баща му го назначава за принц на Таранто в Екс ан Прованс, а на 12 юли 1294 г. за генерален викарий на Кралство Сицилия. Тези достойнства бяха прелюдия към плана на Шарл да даде на Филип империя на изток от Адриатика. В деня, когато е назначен за генерален викарий, той се жени чрез пълномощник за Тамара Ангелина Комнина, дъщеря на Никифор I Комнин Дука, деспот на Епир.  Заплашен от Византийската империя, Никифор решава да потърси покровителство от Анжу и се съгласява на брака на Тамара и Филип. Двамата се женят лично на 13 август 1294 г. в Акуила. При брака им Шарл отстъпва на Филип сюзеренитета на Ахея и Албанското кралство, както и всичките си права върху Латинската империя и господството на Влахия.  Никифор дава, като зестра на дъщеря си, крепостите Воница, Врачова, Гирокастър и Навпакт, на територията на Етолия на Филип и се съгласява да уреди наследството, след смъртта му, на дъщеря му, а не на сина му Тома. След смъртта на Никифор (ок. 1297 г.) Филип приема титлата „ деспот на Романия “, претендирайки за Епир, Етолия, Акарнания и Велика Влахия. Въпреки това, византийската вдовица на Никифор, Анна Кантакузина, провъзгласява Тома за деспот на Епир и поема регентството.

## Войната на Сицилийската вечерня
Като генерален викарий на Сицилия, той участва в нахлуването на този остров по време на последния етап от Войната на Сицилианската вечерня. Неговата армия е победена през 1299 г. в битката при Фалконара от Фридрих III Сицилийски  и той е държан в плен до подписването на Договора от Калтабелота през 1302 г. 

## Балканско приключение
През 1306 г. Филип Савойски и Изабела от Вилардуен, принцът и принцесата на Ахея, посещават двора на Шарл в Неапол. Филип Савойски е обвинен в нелоялност и отказ да подкрепи Шарл в кампания срещу Епир. Тъй като Изабел не е поискала съгласието на сюзерена си, преди да се омъжи за него, Шарлз лишава двамата от Ахая и я дава директно на Филип Таранто на 5 май 1306 г. Той прави единственото си лично посещение в Ахая малко след това, приемайки почитта на своите васали при Гларенца и провеждане на неуспешна кампания срещу Епирското деспотство.  Той напусна Гай II, херцог на Атина, като негови баили в Ахея. Междувременно Филип и Изабела се отказват от претенциите си върху Ахея на 11 май 1307 г. в замяна на графство Алба.

## Втори брак
През 1309 г. Филип обвинява Тамара в изневяра, вероятно по фалшифицирано обвинение. Това го освободава да участва в сложния брачен пакт. Катрин от Валоа, титулярната латинска императрица, е сгодена за Хюго V, херцог на Бургундия, титулярен крал на Солун. Този годеж е развален и тя се омъжва за Филип на 29 юли 1313 г. във Фонтенбло.  В замяна нейните майчини земи на Кортеней и други имения на континента бяха отстъпени на сестрата на Хю, Джоан Куцата, която се омъжи за полубрата на Катрин, Филип от Валоа .  Хю V е сгоден за Жана Френска, по-късно графиня на Бургундия-Артоа . (Хю умира преди това през 1315 г., преди бракът да може да бъде сключен; Жана Френска се омъжва вместо това за брата на Хюго и наследник на Хюго, Одо IV, херцог на Бургундия . ) Филип отстъпва княжество Ахея (над което запазва сюзеренитет) на Матилда Ено, която се омъжва за брата на Хюго, Луи Бургундски на 29 юли 1313 г. Това дарение е доста ограничено: ако двойката умре без наследници, княжеството трябва да се върне към дом Бургундия, докато Матилда се радва на комфорт за цял живот. Нито Матилда може да се омъжи отново без разрешението на своя сюзерен. За да завърши разделянето на източните и западните претенции, Хюго отстъпва правата си върху Солун на Луи, докато Луи се отказва от претенциите си върху наследството на родителите си в полза на Хюго. Годежът на най-големия син на Филип Шарл Таранто с Матилда Ено е развален и той е сгоден за Жана дьо Валоа, по-малката сестра на Катрин Валоа; баща му също му отстъпва титлата деспот на Романия и претенциите към нея.

## Гвелфско-гибелинска война
През 1315 г. Филип е изпратен от брат си Робер Анжуйски да ръководи армия, в подкрепа на флорентинците, които са заплашени от пизанците под под предводителството но Угучионе дела Фаджиола.
Флорентинско-неаполитанската армия е тежко победена в битката при Монтекатини на 29 август 1315 г. От тримата анжуйски водачи, Филип от Таранто, трескав, дори не участва в битката и се укрива в стените на Флоренция, възможно най-бързо, докато синът му Карло умира в битката, а по-малкият брат на Филип, Пиетро, граф Гравина, „който се е бил с голяма храброст“, изчезва, вероятно удавен в блатата на Фучекио заедно с отстъпващия неаполитански контингент. Тялото му никога не е намерено.  Смъртта на Пиетро се споменава в известната балада „Неаполските крале при поражението на Монтекатини“.

## Франкска Гърция
Смъртта на Луи Бургундски без наследници през 1316 г. разстройва плановете на Анжуйците за Ахея. Матилда е поканена да се омъжи за Джон от Гравина, по-малкия брат на Филип, от техния по-голям брат, Робер от Неапол. Когато тя отказва, тя е отвлечена и доведена в Неапол. Чрез дълги увещания и заплахи тя е принудена през 1318 г. да се съгласи на брака, след което Фридрих Трогизио е изпратен в Ахея като нов управител.  През 1320 г. Евдес IV, херцог на Бургундия, след няколко протеста се съгласява да продаде правата си върху Ахея и Солун на Луи, граф на Клермон за 40 000 ливри. Въпреки това, Филип, финансиран от Филип V Франски, закупува исковете за същата сума през 1321 г. Междувременно непоколебимата Матилда Ено е изправена пред папския съд в Авиньон, където разкрива, че се е омъжила тайно за бургундския рицар Хю дьо Ла Палис. Бракът ѝ с Йоан е анулиран на основание липса на консумация, но разкриването на тайния ѝ брак отново дава претекст за конфискацията на Ахея от анжуйците. Тя, разбира се, е връчена директно на Йоан Гравина в замяна на 40 000 ливри, цената, платена на херцога на Бургундия.  Матилда прекарва остатъка от нещастния си живот като затворница в Неапол, за да се предотврати възраждането на претенциите си. 
Филип продължава да крои планове за възстановяване на Латинската империя, като през 1318 г. сключва съюз с племенника си Карл Робер I Унгария за тази цел, но без резултат.  През 1330 г. последният от синовете му от първия му брак умира, връщайки му титлата деспот на Романия. Всички негови права и титли са прехвърлени след смъртта му две години по-късно на най-големия му син от втория му брак, Робер Таранто.

## Семейство
Деца от първия му брак (1294), с Тамара Ангелина Комнина, който завършва с развод (1309): 
- Карл (1296–1315), [20] викарий на Романия, убит в битката при Монтекатини [21]
- Жана (1297–1323), омъжена за Ошин от Армения [22] и след това Ошин от Корикос.
- Филип (1300–1330), деспот на Романия . [23]
- Мария (1302/04–1368), игуменка на Конверсано.
- Беатрис (1305–1340), омъжена за Валтер VI от Бриен, титулярен херцог на Атина. [24]
- Бианка (1309–1337), омъжена за инфант Рамон Беренгер от Арагон, граф на Прад.

Деца от втория му брак (1313), с Катрин Валоа:
- Маргарет (ок. 1325–1380), омъжена за Франсоа дьо Бо, херцог на Андрия. От Франсоа, тя става майка на Яков от Бо, принц на Ахея и титулярен император на Константинопол. [25]
- Робер (1326–1364), принц на Таранто, титулярен император на Константинопол (като Робер II). [26]
- Луи (1327/28–1362), [27] принц на Таранто и крал на Неапол по право на съпругата си.
- Филип II (1329–1374), [28] принц на Таранто и Ахея, титулярен император на Константинопол (като Филип III).